# 代斯納河 (卡梅尼采河支流)
50°45′14″N 15°18′45″E / 50.7538°N 15.3126°E

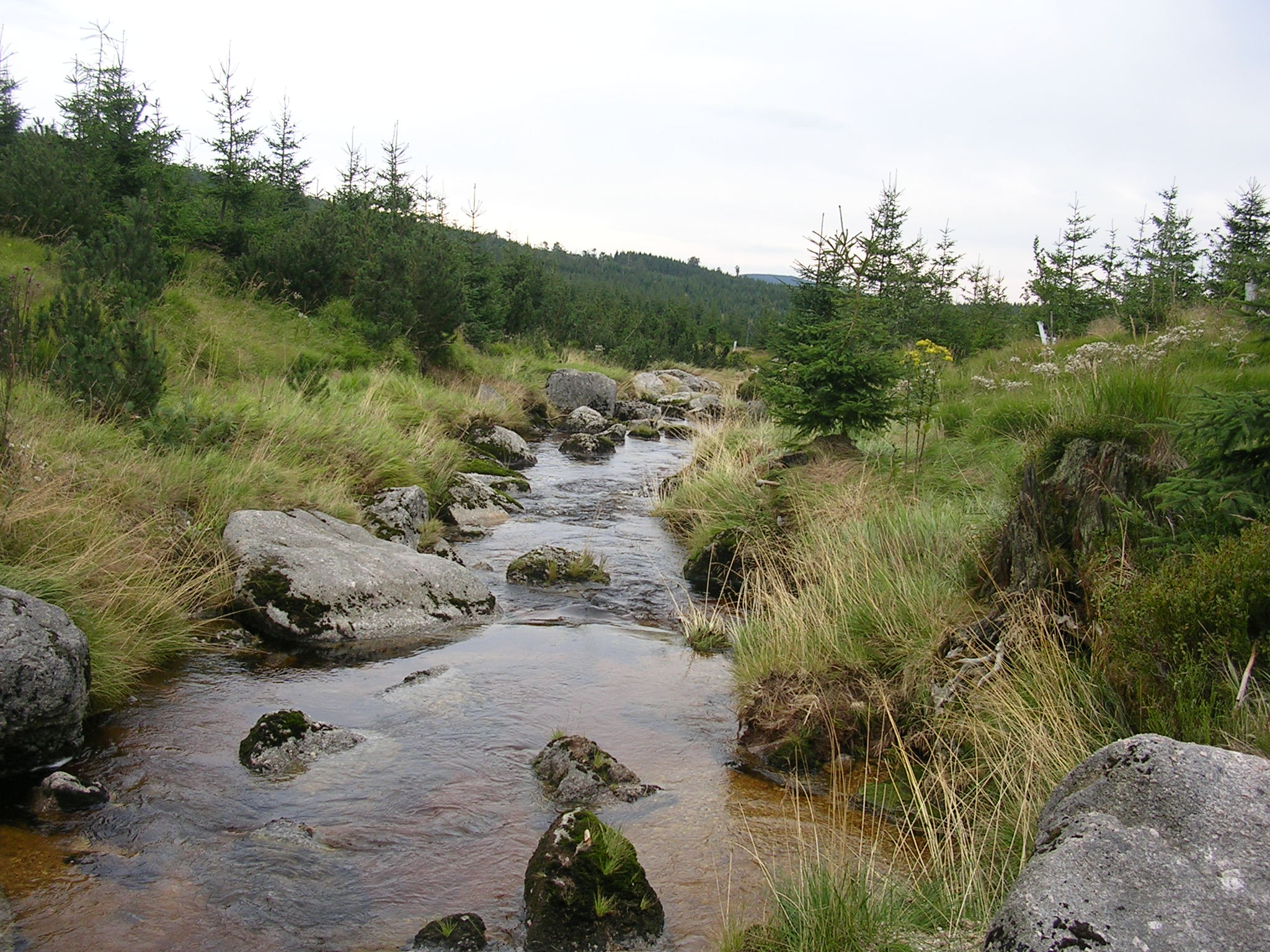

代斯納河是捷克的河流，屬於卡梅尼采河的左支流，河道全長2.3公里，流域面積50.8平方公里，發源自伊澤拉山脈，河口處在坦瓦爾德。